# Дикун (фільм, 2017)
«Дикун» («Гоген. У пошуках раю») (фр. Gauguin — Voyage de Tahiti) — французький біографічний фільм-драма 2017 року, поставлений режисером Едуардом Делюком з Венсаном Касселем в ролі Поля Гогена.

## Сюжет
1891 рік. Втомившись від богемного життя Парижу, художник-імпресіоніст Поль Гоген кидає все, що у нього є, навіть дружину й дітей, і вирушає на інший кінець світу — на Таїті. У пошуках нових кольорів, пейзажів, музи і жаги до життя, митець знаходить там навіть більше — він зустрічає Тегуру — місцеву жительку, яка змогла надихнути і стала об'єктом невтримної пристрасті Гогена. Емоції, пережиті під час подорожі, дали поштовх до написання понад 200 полотен, що і принесли художнику всесвітню славу.

## У ролях
| • Венсан Кассель      | … | Поль Гоген       |
| • Тугей Адамс         | … | Тегура           |
| • Пернілла Бергендорф | … | Метт Гоген       |
| • Єн Мак-Кемі         | … | скрипаль         |
| • Малік Зіді          | … | Анрі Валлен      |
| • Пуа-Тай Гікутіні    | … | Жотефа           |
| • Самуель Жуй         | … | Еміль Шуффенекер |
| • Марк Барбе          | … | Маллармі         |
| • Поль Жансон         | … | Еміль Бернар     |

## Знімальна група
- Автор сценарію — Етьєн Комар, Едуард Делюк, Томас Лілті за участю Сари Камінскі
- Режисер-постановник — Едуард Делюк
- Продюсер — Бруно Леві
- Виконавчий продюсер — Лоран Жакеман
- Асоційований продюсер — Чарльз С. Коен
- Оператор — П'єр Коттро
- Композитор — Воррен Елліс
- Монтаж — Геррік Катала
- Художник-постановник — Еммануель К'юллері
- Художник по костюмах — Селін Гіньяр, Елізабет Меху
- Артдиректор — Антуан Дор
- Підбір акторів — Жулі Наварро